# 納特伍德 (伊利諾伊州)
納特伍德（英語：Nutwood）是位於美國伊利諾伊州澤西縣的一個非建制地區。該地的面積和人口皆未知。

## 地理
納特伍德的座標為39°05′05″N 90°33′21″W / 39.08472°N 90.55583°W，而該地的平均海拔高度為137米（即449英尺）。